# Џил Езмонд
Џил Езмонд Мур (енгл. Jill Esmond Moore) је била енглеска глумица рођена 26. јануара 1908, а преминула 28. јула 1990. године. Прву улогу добила је 1924, поред своје мајке, глумице Еве Мур. Четири године касније упознала је Лоренса Оливијеа и венчала се са њим 1930. Оливије је у својој аутобиографији објавио да су имали изузетно непријатну прву брачну ноћ и да је због тога дуго био импотентан. Ипак, шест година касније добили су сина Тарквина. Дебитовала је на филму 1931. у Хичкоковом The Skin Game и потом играла у још неколико филмова и бродвејских представа. Како је Лоренсова каријера цветала, њена краткотрајна је ишла надоле. Када је Оливије тражио развод да би се оженио са Вивијен Ли, одбила је да му га да. Пристала је две године касније и Оливије се венчао са Лијевом 1941. Ипак, остали су пријатељи а она је у једном писму Траквину рекла: Смешно је колико га волим. После свега. Умрла је у осамдесетдругој години, у Лондону.

## Филмографија
- Нема забавног посла (1933)